# Jeenahalli, Hunsur
Jeenahalli là một làng thuộc tehsil Hunsur, huyện Mysore, bang Karnataka, Ấn Độ.